# Rejon Ialoveni
Rejon Ialoveni – rejon administracyjny w centralnej Mołdawii.

## Demografia
Liczba ludności w poszczególnych latach:
| 1959  | 1970  | 1979  | 1989  | 2004  | 2014   |
| ----- | ----- | ----- | ----- | ----- | ------ |
| 64111 | 76952 | 82861 | 90942 | 97704 | 100700 |